# Liste von Frauen in der Justiz

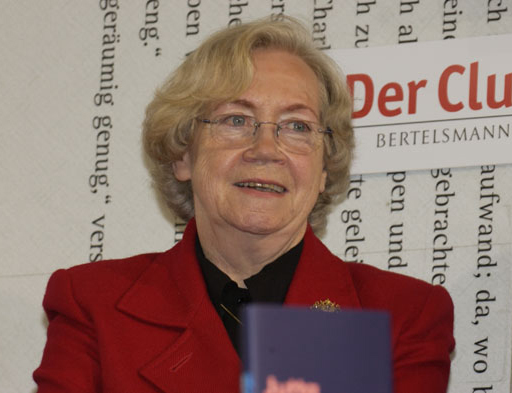
Jutta Limbach, erste Präsidentin des Bundesverfassungsgerichts

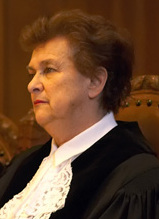
Rosalyn Higgins, erste Präsidentin des Internationalen Gerichtshofs in Den Haag

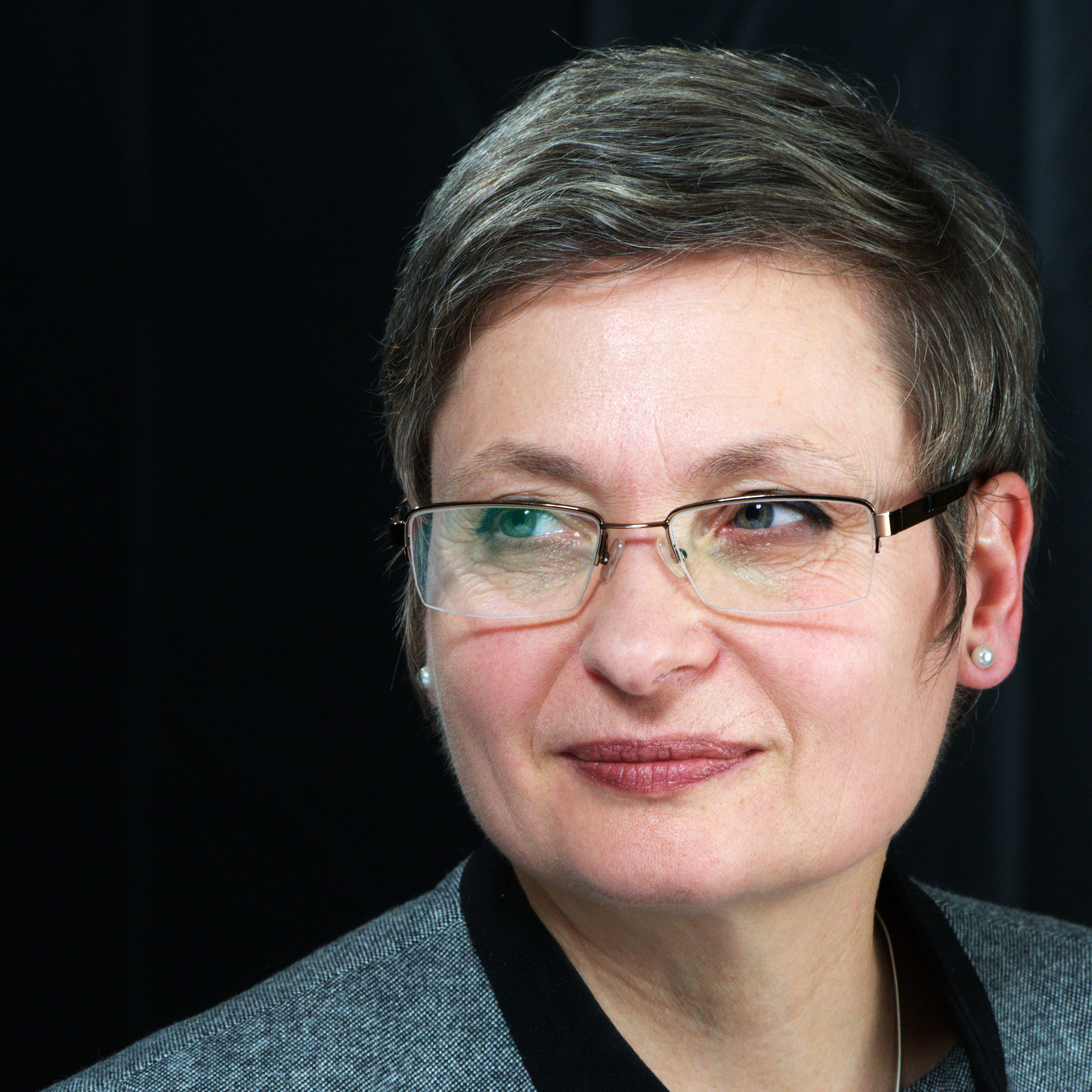
Bettina Limperg, erste Präsidentin des Bundesgerichtshofs

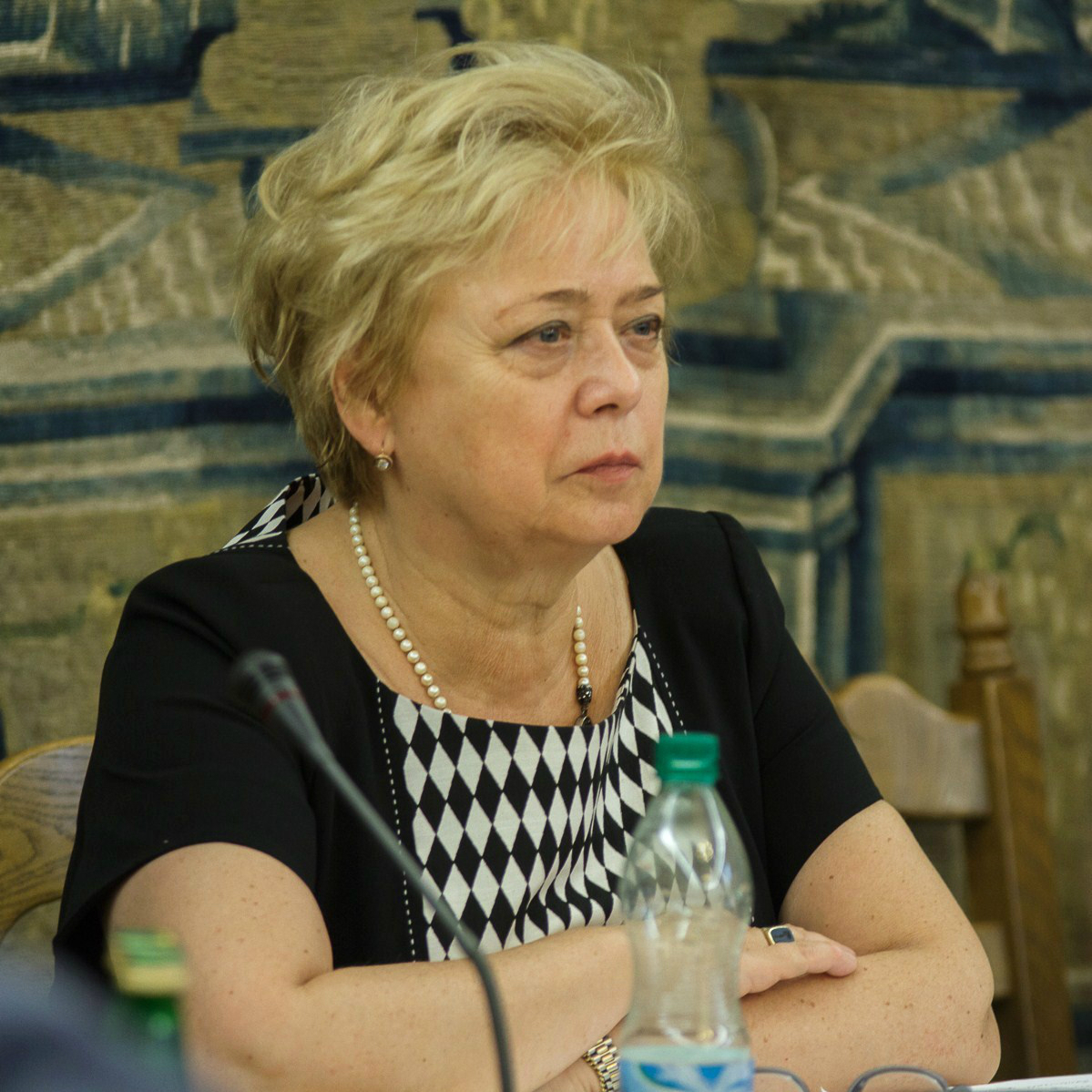
Małgorzata Gersdorf, erste Präsidentin des Obersten Gerichts in Polen

Frauen in der Justiz ist eine Liste von Gerichtspräsidentinnen und anderen gewählten Gerichtsmitgliedern, Staatsanwältinnen in Leitungsfunktion sowie Leiterinnen von Justizvollzugsanstalten.

## Gerichtspräsidentinnen

### Verfassungsgerichtspräsidentinnen
- Jutta Limbach (1934–2016), Bundesverfassungsgericht Deutschlands
- Birgit Voßkühler (* 1963), Hamburgisches Verfassungsgericht
- Monika Weisberg-Schwarz (* 1949), Verfassungsgericht Brandenburg
- Margarete Gräfin von Schwerin (* 1952), Verfassungsgericht Nordrhein-Westfalen
- Hildegund Holzheid (* 1936), Bayern
- Edda Huther (* 1940), Bayern
- Ludgera Selting (* 1964), Verfassungsgerichtshof des Landes Berlin
- Ilsemarie Meyer (* 1953), Staatsgerichtshof der Freien Hansestadt Bremen
- Sabine Schudoma (* 1959), Verfassungsgerichtshof des Landes Berlin
- Brigitte Bierlein (1949–2024), Österreich
- Marta Cartabia (* 1963), Italien
- Danutė Jočienė (* 1970), Litauen
- Julia Przyłębska (* 1959), Polen
- Katerina Sakellaropoulou (* 1956), Staatsrat Griechenlands
- Tülay Tuğcu (* 1942), Türkei
- Marie-Madeleine Mborantsuo (* 1955), Gabun

### Präsidentinnen Oberster Gerichte
- Deutschland:
  - Bettina Limperg (* 1960), Bundesgerichtshof
  - Marion Eckertz-Höfer (* 1948), Bundesverwaltungsgericht
  - Iris Ebling (* 1940), Bundesfinanzhof
  - Ingrid Schmidt (* 1955), Bundesarbeitsgericht
- Frankreich:
  - Chantal Arens (* 1953)
- Israel:
  - Esther Chajut (* 1953)
- Polen:
  - Małgorzata Gersdorf (* 1952)

### Verwaltungsgerichtspräsidentinnen
- Hannelore Kohl (* 1948), Oberverwaltungsgericht Mecklenburg-Vorpommern
- Andrea Breit (* 1963), Bayerischer Verwaltungsgerichtshof
- Ricarda Brandts (* 1955), Oberverwaltungsgericht für das Land Nordrhein-Westfalen
- Anne Groß (* 1963), Hamburgisches Oberverwaltungsgericht
- Ilsemarie Meyer (* 1953), Oberverwaltungsgericht der Freien Hansestadt Bremen
- Meike Jörgensen, Verwaltungsgericht der Freien Hansestadt Bremen
- Stefanie Killinger (* 1973), Verwaltungsgericht Göttingen
- Bettina Freimund-Holler (* 1959), Verwaltungsgericht Mainz
- Ingrid Petrik (* 1935), Verwaltungsgerichtshof Österreichs
- Zita Smirnovienė (* 1953), litauisches Bezirksverwaltungsgericht Vilnius

### Sozialgerichtspräsidentinnen
- Christine Fuchsloch (* 1964), Schleswig-Holsteinisches Landessozialgericht
- Birgit Freund (* 1955), Landessozialgericht Mecklenburg-Vorpommern
- Kerstin Jüttemann (1961–2023), Thüringer Landessozialgericht
- Elisabeth Kreth (* 1959/1960), Sozialgericht Hamburg
- Monika Paulat (* 1948), Landessozialgerichte Bremen, Niedersachsen, Niedersachsen-Bremen, Berlin-Brandenburg
- Katrin Rieke (* 1971), Landessozialgericht Niedersachsen-Bremen
- Sabine Schudoma (* 1959), Landessozialgericht Berlin-Brandenburg

### Arbeitsgerichtspräsidentinnen
- Gabriele Jörchel (* 1955), Hessisches Landesarbeitsgericht
- Marlies Heimann (* 1957), Landesarbeitsgericht Schleswig-Holstein
- Brigitte Göttling (* 1958), Landesarbeitsgericht Düsseldorf
- Karin Aust-Dodenhoff (* 1946), Landesarbeitsgericht Berlin und Landesarbeitsgericht Berlin-Brandenburg
- Hannemarie Kühler (1927–2017), Landesarbeitsgericht Niedersachsen

### Oberlandesgerichtspräsidentinnen
- Hildegund Holzheid (* 1936), München
- Edda Huther (* 1940), München
- Erika Andreß (* 1953), Hamburg
- Margot Burmeister (* 1957), Saarland (früher auch Präsidentin des Amtsgerichts Saarbrücken und Generalstaatsanwältin)
- Astrid Baumann (* 1957), Thüringen
- Uta Fölster (* 1956), Schleswig-Holstein
- Konstanze Görres-Ohde (* 1942),  Landgericht Itzehoe (bundesweit erste Landgerichtspräsidentin), Landgericht Hamburg, OLG Schleswig
- Brigitte Tilmann (1941–2023), OLG Frankfurt am Main
- Anke van Hove (* 1963), OLG Oldenburg
- Helga Oltrogge (1941–2020), OLG Celle (bundesweit erste Präsidentin eines Oberlandesgerichts)
- Stefanie Otte (* 1967), OLG Celle
- Karen Buse (* 1953), OLG Bremen
- Ann-Marie Wolff (* 1962), OLG Bremen
- Marliese Dicke (* 1955), OLG Koblenz
- Cornelia Horz (* 1957), OLG Stuttgart
- Christine Hügel (* 1950), OLG Karlsruhe
- Gisela Knobloch (* 1936), Kammergericht Berlin
- Monika Nöhre (* 1950), Kammergericht Berlin
- Andrea Diekmann (* 1962), Kammergericht Berlin
- Gertrud Neuwirth (* 1942), OLG Naumburg
- Anne-José Paulsen (* 1952), OLG Düsseldorf
- Gudrun Schäpers (* 1967), OLG Hamm
- Margarete Gräfin von Schwerin (* 1952), OLG Köln

### Andere Gerichtspräsidentinnen
International
Rosalyn Higgins (* 1937), Internationaler Gerichtshof in Den Haag
Deutschland
- Regina Hock (* 1963), Bundespatentgericht

- Beate Schmidt (* 1955), Bundespatentgericht
- Constanze Angerer (* 1943), Landgericht München I.

Österreich
- Katharina Lehmayer (* 1963), Oberlandesgericht Linz

## Generalstaatsanwältinnen
- Deutschland:
  - Monika Harms (* 1946), Generalbundesanwältin
  - Margarete Koppers (* 1961), Berlin
  - Susanne Hoffmann (* 1960), Brandenburg
  - Christine Busse (* 1972), Mecklenburg-Vorpommern
  - Marlies Lindner (* 1964), Thüringen
  - Petra Hermes (* 1956), Hamm
  - Kirsten Graalmann-Scheerer (* 1956), Bremen
  - Wiebke Reitemeier (* 1974), Bremen
  - Ursula Reichling (* 1942), Zweibrücken (bundesweit erste Generalstaatsanwältin)
  - Angela Uhlig-van Buren (* 1952), Hamburg
  - Christine Hügel (* 1950), Karlsruhe
  - Katrin Ballnus (* 1966), Celle
  - Heike Geyer (* 1970), Sachsen-Anhalt
  - Christina Wehner (* 1971), Düsseldorf
- Guatemala: Claudia Paz y Paz (* 1967)
- Israel: Gali Baharav-Miara (* 1959)
- Kanada: Jody Wilson-Raybould (* 1971)
- Litauen: Nida Grunskienė (* 1969)
- Polen: Hanna Suchocka (* 1946)
- Russland: Natalja Wladimirowna Poklonskaja (* 1980), Krim
- Ukraine: Iryna Wenediktowa (* 1978)
- USA: Letitia James (* 1958), Attorney General im Bundesstaat New York, New York City Public Advocate
  - Kamala Harris (* 1964), Attorney General im Bundesstaat Kalifornien
  - Janet A. Napolitano (* 1957), Attorney General im Bundesstaat Arizona
- Venezuela: Luisa Ortega Díaz (* 1958)

- Europäische Staatsanwaltschaft: Laura Codruța Kövesi (* 1973)

## Generalanwältinnen am Europäischen Gerichtshof
- Simone Rozès (* 1920), Frankreich
- Christine Stix-Hackl (1957–2018), Österreich
- Juliane Kokott (* 1957), Deutschland
- Eleanor Sharpston (* 1955), UK
- Verica Trstenjak (* 1962), Slowenien

## Leiterinnen von Justizvollzugsanstalten
Deutschland
- Katharina Bennefeld-Kersten (* 1947), Direktorin der JVA Celle
- Renate Gaddum, Leiterin der JVA Rheinbach[1]
- Kerstin Höltkemeyer-Schwick, Leiterin der JVA Bielefeld-Senne
- Andrea Kästner, Leiterin der JVA Koblenz
- Karin Lammel, Leiterin der JVA Bochum
- Beatrix Mühlhans, Leiterin der JVA Iserlohn
- Jennifer-Catrin Rietschler, Leiterin der JVA Ulm
- Renate Schöfer-Sigl, Gefängnisdirektorin in Bayreuth, Ebrach und Nürnberg[2]
- Anke Stein, Leiterin der JVA Moabit[3]

Schweiz
- Beatrice Büchner, Regionalgefängnis Biel[4]
- Ines Follador, JVA Cazis[5]

Frankreich
- Marie Lafont, JVA Liancourt[6]

## Präsidentinnen von Rechtsanwaltskammern
- Ulrike Paul, RAK Stuttgart (auch Vizepräsidentin der Bundesrechtsanwaltskammer)
- Brunhilde Ackermann, RAK beim Bundesgerichtshof
- Irene Schmid, RAK Berlin
- Margarete Gräfin von Galen, RAK Berlin
- Vera Hofmann, RAK Berlin
- Sabine Fuhrmann, RAK Sachsen
- Ilona Treibert, RAK Bamberg
- Leonora Holling, RAK Düsseldorf
- Anne Riethmüller, RAK München
- Birgit Streif, RAK Tirol, AT
- Gabriele Krenn (* 1958), RAK Steiermark, AT
- Birgitt Breinbauer, Vorarlberg, AT
- Andrea Haas, Eupen, BE
- Sonia Gumpert Melgosa, Madrid, ES